# Grupo Modelo
Grupo Modelo – duża firma piwowarska z siedzibą w Meksyku, również eksportująca swoje produkty, głównie do USA, Kanady i Wielkiej Brytanii. Marki eksportowe obejmują piwa Corona,  Negra Modelo oraz Pacífico. Koncern produkuje także piwo przeznaczone wyłącznie na rynek meksykański, np. Victoria, Estrella, León i Montejo. Grupo Modelo prowadzi również dystrybucję piwa produkowanego przez Anheuser-Busch.

## Produkty

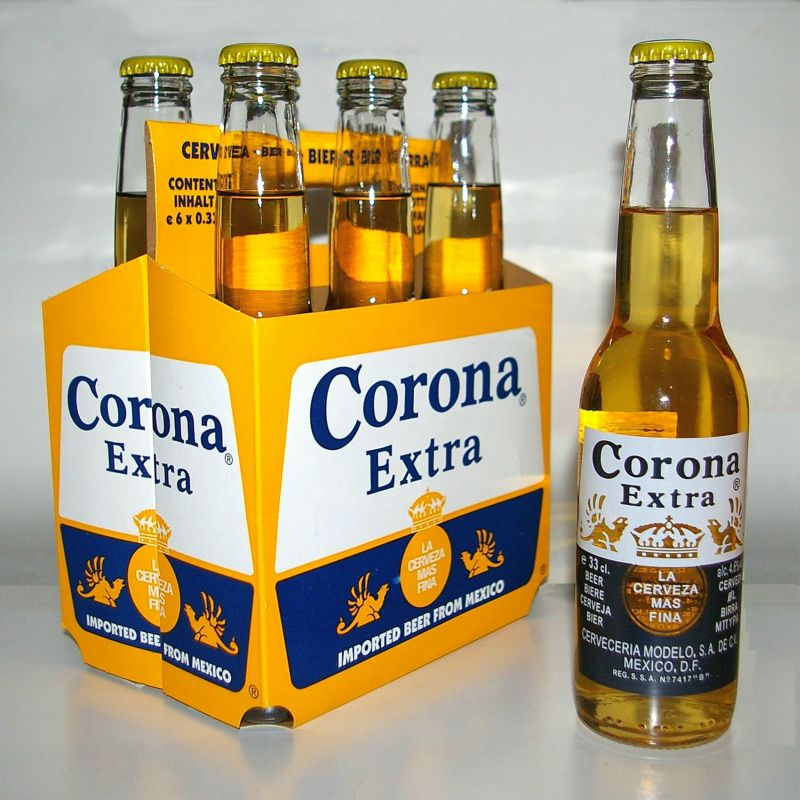
Corona, 6-pak

### Corona
Główną marką Corona jest Corona Extra, o zawartości alkoholu 4.5% (jasny lager). Jest to marka najlepiej sprzedająca się w Meksyku i jedna z pięciu na świecie. W 1997 dostępna w ponad 150 krajach. Produkcję rozpoczęto w roku 1925 w browarze Cerveceria Modelo. W przeciwieństwie do wielu innych rodzajów piwa, Corona sprzedawana jest w przezroczystych butelkach, co zwiększa jej podatność na zepsucie pod wpływem promieniowania ultrafioletowego.
Produkowana jest także  Corona Light, o zawartości alkoholu 3.7%.

### Victoria
Victoria posiada 4% alkoholu, jest to odmiana tzw. lager wiedeński, produkowany już od 1865 roku przez browar Compañía Toluca y México w mieście Toluca.0 Firma Grupo Modelo wykupiła  Compañía Toluca y México w 1935 roku.

### Pacífico
Pacífico, 4.5% alkoholu, jasny lager, pierwotnie produkowany w mieście Mazatlán.

### Negra Modelo

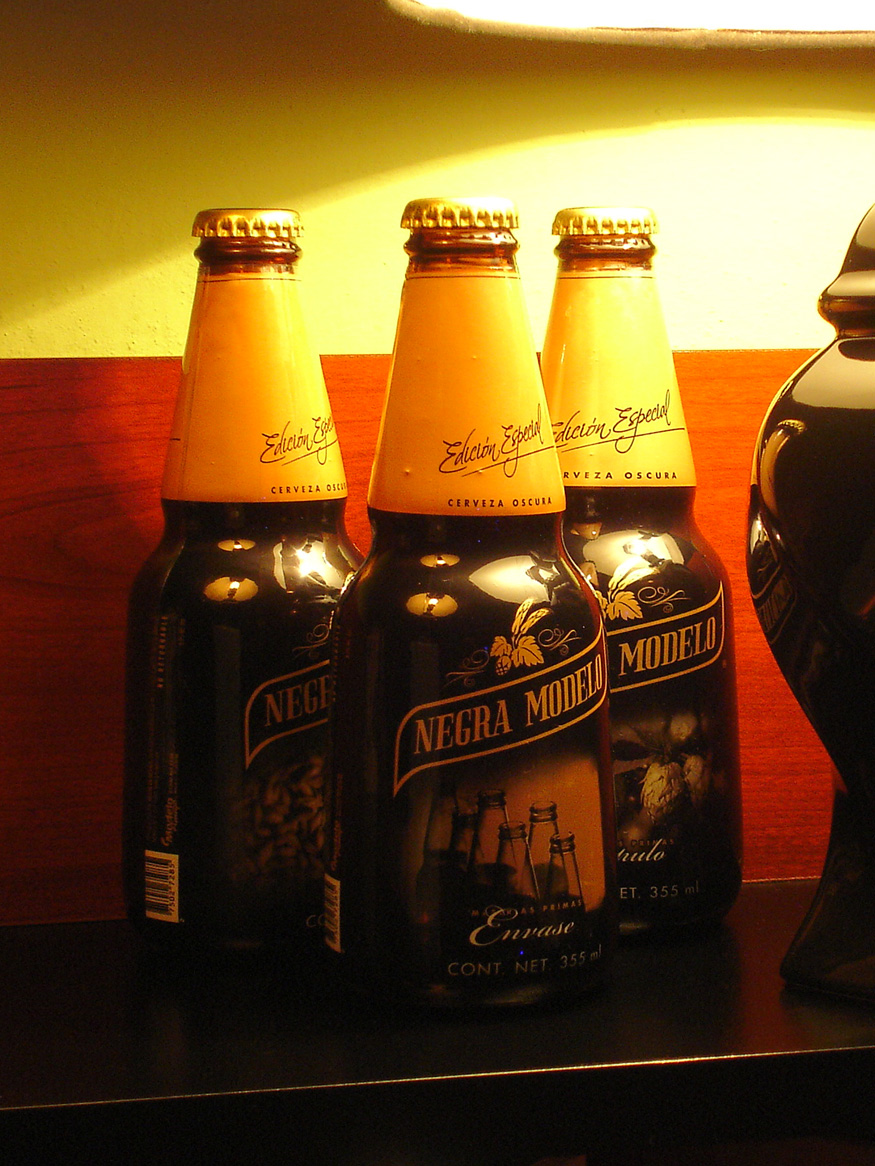
Negra Modelo

Negra Modelo posiada 5.4% alkoholu, odmiana lager wiedeński, pierwotnie warzona w Meksyku przez austriackich imigrantów od roku 1925. Negra Modelo sprzedawane jest w brązowych butelkach charakterystycznym kształcie. W roku 2002, marka Negra Modelo uzyskała nagrodę "Hot Brand" przyznawaną przez Impact magazine w kategorii piw importowanych.

### Modelo Especial
Produkowane od roku 1925, popularne również na rynku północnoamerykańskim.